# ラリー・スミス (音楽プロデューサー)
ラリー・スミス（Larry Smith、1951年6月11日 - 2014年12月19日）は、アメリカ合衆国の音楽プロデューサーである。

## 経歴
1951年6月11日、ニューヨーク州ニューヨーク市クイーンズ区に生まれる。ジェームス・ブラウンのレコードを聴き、独学でベースを学んだ。彼自身のバンド、オレンジ・クラッシュで活動したほか、セッション・ミュージシャンとして、カーティス・ブロウの「クリスマス・ラッピン」や「ザ・ブレイクス」などの楽曲に参加した。
その後、ラッセル・シモンズと出会い、Run-D.M.C.の2枚のアルバム、『Run-D.M.C.』と『キング・オブ・ロック』で共同プロデュースを手がけた。スミスは、ハード・ロックとヒップホップの混成を目指し、ギタリストのエディ・マルティネスの演奏を取り入れている。その作業を経て生まれた楽曲が「ロック・ボックス」であり、「キング・オブ・ロック」である。
2014年12月19日、クイーンズ区にて死去。63歳没。